# 黒澤清
黒澤 清（くろさわ きよし、1902年9月5日 - 1990年3月30日）は、日本の会計学者。学位は、経営学博士（神戸大学）。横浜国立大学名誉教授・獨協大学名誉教授。茨城県那珂湊市（現在のひたちなか市）生まれ。

## 経歴・人物
- 1915年に横浜市立二谷小学校卒業。同年、成蹊実務学校（成蹊学園の前身）に入学し、1923年に卒業する。同年に東京帝国大学（現在の東京大学）文学部社会学科に入学し、1926年に卒業した。
- 卒業と同時に再び東京大学経済学部に学士入学（日本の会計学に貢献した太田哲三の要請の下、雑誌「会計」の編集に尽力すべく）。1928年に卒業。同年7月に中央大学教授となり、会計学と経済学の講義を担当する。
- 1937年に横浜高等商業学校（新制横浜国立大学の前身の一つ）教授、1949年には東北大学教授を兼任。同年6月に横浜国立大学教授となり、会計学及び経営学の講義・演習を担当した。以後、経済学部学部長・学長を歴任（1968年まで）。
- 1968年4月に獨協大学経済学部の教授となり、学長も歴任。
- 学外では、日本会計学会理事・日本会計研究学会理事長、会長、名誉会長・企業会計審議会会長等を歴任。1975年日本原価計算研究学会会長[2]。1978年社団法人日本経営管理協会会長[3]、財団法人産業経理協会会長[4]。
- 経済安定本部に置かれた企業会計審議会の中心メンバーとして活躍し、企業会計原則の生みの親として知られる。
- 1990年3月30日、心不全のため逝去。享年87。

## 著書
- 『商業簿記の常識』千倉書房　1931
- 『会計学全集 第1巻 簿記原理』東洋出版社 1934
- 『工業経営全書 第15巻 工業経営比較』千倉書房 1937
- 『経営学大系 第21 工業会計』千倉書房 1938
- 『新定商業簿記の常識』千倉書房　1938
- 『会計に於ける根本思考』森山書店 1941
- 『価格形成と原価計算 増補版』大東書館 1942
- 『商業簿記』千倉書房 1947
- 『商業簿記講話』千倉書房 1947
- 『貸借対照表論』東洋書館 新経営経済学全書 1947
- 『近代会計学』春秋社 現代商学全集 1951
- 『経営比較』千倉書房 1951
- 『新商法と会計原則』国元書房 会計学シリーズ　1951
- 『原価会計 工業会計及原価計算の理論と実際』千倉書房 1952
- 『経営と会計 上 (企業の経営と複式簿記)』同文館 1953
- 『経営と会計 下 (企業の経営と原価計算)』同文館 1954
- 『近代会計の理論』白桃書房 1955
- 『複式簿記の基礎』千倉書房 1956
- 『監査基準解説』森山書店 会計学叢書 1957
- 『資金会計の理論』森山書店 会計学叢書　1958
- 『会計学の基礎』千倉書房 1960
- 『財務諸表論』中央経済社 1962
- 『企業経営と複式簿記原理』同文館出版 1967
- 『資金会計の理論』森山書店 1969
- 『近代会計学小辞典』春秋社 1972
- 『連結財務諸表の監査』森山書店 1976
- 『近代原価計算小辞典』春秋社 1977
- 『解説企業会計原則』中央経済社 1982
- 『日本会計学発展史序説』雄松堂書店 1982
- 『会計学精理』税務経理協会 1983
- 『近代会計学入門』中央経済社 1984
- 『税務会計』一橋出版 1984
- 『新編工業簿記』一橋出版 1985
- 『日本会計制度発展史』財経詳報社 1990

### 共編著
- 『新商業簿記教科書 上巻』平地平一共著 大成書院 1940
- 『註解会計六法 附・解説,頭註,参照条文,事項索引』沼田嘉穂,明里長太郎共編 春秋社 1953
- 『企業会計原則』共編 中央経済社 1954
- 『経済学演習講座 [12]会計学』編 青林書院 1954
- 『企業会計と法人税 調整実務から損益計算まで』湊良之助共著 日本税経研究会 1955
- 『企業会計の一般原則詳説』共著 同文館 1955
- 『会計学の学び方』編 白桃書房 1957
- 『会計ハンドブック』太田哲三,佐藤孝一共監修 中央経済社 1957
- 『監査基準』飯野利夫・江村稔共編 中央経済社 1957
- 『現代会計学一般理論』共著 春秋社 現代会計学全集 1958
- 『体系近代会計学 第1巻　会計学の基礎概念』編 中央経済社 1959
- 『財務管理 フィナンシャル・マネジメント』編 青林書院 経営学全集 1960
- 『財務諸表』編 青林書院 会計学演習講座、1960
- 『会計学』編 青林書院新社 現代経済学演習講座　1963
- 『例解企業会計原則入門』野沢孝之助共著 中央経済社 1964
- 『会計学事典』編 青林書院新社 1965
- 『財務管理』編 青林書院新社 新経営学全集　1966
- 『新しい会計学』全6巻 編 日本経営出版会 1967-68
- 『会計』野沢孝之助共著 中央経済社 商業実務教育シリーズ　1967
- 『体系近代会計学 第8巻 財務会計研究』編 中央経済社 1967
- 『連結財務諸表制度と会社経理』高木清三郎共著 一橋出版 1967
- 『企業会計原則集』編著 青林書院新社 1968
- 『近代会計学大系 第1 会計学の基礎概念』編 中央経済社 1968
- 『近代会計制度』編 同文館出版 1968
- 『会計と社会』編 中央経済社 1973
- 『改正企業会計原則・財務諸表規則・商法・商法計算書類規則総合解説と計算事例』編著 東京教育情報センター 1975
- 『新企業会計原則解説』編著 税務経理協会 1975
- 『新企業会計原則訳解』共著 中央経済社 1975
- 『対談新企業会計原則詳論』若杉明共著 税務経理協会 1975
- 『会計学のすすめ』責任編集 中央経済社 1976
- 『解説連結財務諸表原則』編著 中央経済社 1976
- 『会計用語辞典』編著 東洋経済新報社 1979
- 『会計学辞典』共編集 東洋経済新報社 1982
- 『新商法・計算書類規則,企業会計原則の総合解説』番場嘉一郎ほか共著 中央経済社 1983
- 『わが国財務諸表制度の歩み 戦前編』編著 雄松堂出版 1987
- 『現代会計学の動向』若杉明,染谷恭次郎共編 中央経済社 1988

翻訳
- ポール・クラディ『会計原則研究』日本会計研究学会スタディ・グループ共監訳 日本経営出版会 1968